# Hey Jude (musikalbum av Wilson Pickett)
Hey Jude är ett musikalbum av Wilson Pickett som lanserades 1969 på Atlantic Records. Skivans titelspår som var en soulcover på The Beatles "Hey Jude" med Duane Allman på gitarr blev albumets största hitsingel, och den blev även en framgång i flera mellaneuropeiska länder. Albumet innehöll även singlarna "A Man and a Half" och "Born to Be Wild" som listnoterades på Billboard Hot 100. Sånggruppen The Sweet Inspirations körar på albumet.

## Låtlista
(kompositörens efternamn inom parentes)
1. "Save Me" (Greer, Jackson) - 2:37
2. "Hey Jude" (Lennon, McCartney) - 4:07
3. "Back in Your Arms" (Chambers, Jackson, Leakes, Moore) - 2:57
4. "Toe Hold" (Hayes, Porter) - 2:50
5. "Night Owl" (Covay) - 2:22
6. "My Own Style of Loving" (Fame, Jackson, Leakes, Moore) - 2:44
7. "A Man and a Half" (Chambers, Jackson, Leakes, Moore) - 2:52
8. "Sit Down and Talk This Over" (Pickett, Pickett, Womack) - 2:21
9. "Search Your Heart" (Jackson, Moore) - 2:46
10. "Born to Be Wild" (Bonfire) - 2:46
11. "People Make the World" (Womack) - 2:46

## Listplaceringar
- Billboard 200, USA: #97[1]
- Billboard R&B Albums: #15